# Font del Boix (Vilamolat de Mur)
La Font del Boix és una font del terme municipal de Castell de Mur, en territori del poble de Vilamolat de Mur, de l'antic municipi de Mur.
Està situada a 712 m d'altitud, a la Costa del Rei, a la dreta d'una petita llau afluent de la llau del Romeral, a sota i al sud-est del Meüll i a ponent de Vilamolat de Mur.